# فخاذه السفلى (مسورة)

تعديل مصدري - تعديل

فخاذه السفلى هي إحدى قرى عزلة بيحان الدولة بمديرية مسورة التابعة لمحافظة البيضاء، بلغ تعداد سكانها 35 نسمة حسب تعداد اليمن لعام 2004.